# Charles Lautour-Mézeray
Pour les articles homonymes, voir Mézeray.
Saint-Charles Lautour-Mézeray, dit « Charles Lautour-Mézeray », né le 9 floréal an IX (29 avril 1801) à Argentan où il est mort le 21 novembre 1861, est un journaliste, éditeur et haut fonctionnaire français. Il était aussi un dandy-lion, roi de la mode parisienne.

## Biographie
Fils d'un notaire d'Argentan, élevé avec Émile de Girardin au collège de cette ville, il représentait le modèle de l'arriviste-type de la première moitié du XIXe siècle.
« Grand, mordant, altier, collier de barbe et hardie mèche brune, le provincial Lautour-Mézeray avait fait la conquête de Paris. Ce Lion, s'offrait le Boulevard pour empire, le café Tortoni pour taverne du diable, l'Opéra pour harem. ». Lautour lança la mode du camélia blanc à la boutonnière qui devint une véritable marque de lionnerie pour les dandies-lion.
Dès 1831, Honoré de Balzac  était en admiration devant lui et il se ruinait pour imiter son élégance . Il tentait aussi de faire bonne figure à l'Opéra où la loge de Lautour, une baignoire de l'avant-scène, était surnommée la loge infernale. Balzac y avait  sa place, puis il cessa de payer son billet qui coûtait très cher. Lautour, qui le publiait déjà dans les journaux qu'il avait fondés avec de Girardin, lui réclama néanmoins son dû par lettre adressée à Monsieur de Balzac d'Entraigues de la Grenadière.
Très lié à Delphine de Girardin, femme de son illustre associé, Lautour était un peu jaloux de Balzac sur lequel Delphine ne tarissait pas d'éloges
Avec Émile de Girardin, il  participa à des  entreprises de presse telles que :
- 1828 : Le Voleur
- 24 décembre 1829 : La Silhouette

Puis en 1832, il créa de sa propre initiative Le Journal des enfants, qui allait connaître un vif succès jusqu'en 1897.
De nature ambitieuse, Lautour-Mézeray, qui avait partagé un temps les opinions politiques d'Émile de Girardin (d'ailleurs fluctuantes), ne tarda pas à se ranger dans le camp des modérés. Et comme son Journal des enfants lui valait une certaine estime, faisant oublier les frasques du dandy-lion, il fut nommé sans peine sous-préfet de Toulon, puis préfet d’Alger, lorsque la maladie le rappela auprès de sa famille. Il était officier de la Légion d'honneur, commandeur de l’ordre de Saint-Grégoire-le-Grand, commandeur de lre classe de l’ordre de Frédéric de Wurtemberg, chevalier de l’ordre de Charles III d'Espagne, de l’ordre constantinien des Deux-Siciles, de l’ordre de la Couronne de chêne des Pays-Bas, et du Nichan Iftikhar de Tunis.
Il est cité comme le modèle  possible d'un personnage de la Comédie humaine : Émile Blondet.

## Distinctions
- Officier de la Légion d'honneur
- Chevalier de l'ordre de Charles III